# Rue Adolphe-Seyboth
La rue Adolphe-Seyboth (en alsacien : Büechergass) est une voie de Strasbourg rattachée administrativement au quartier Gare - Kléber.

## Situation et accès
Elle va du no 2 de la Grand'Rue au quai Turckheim. La rue du Bain-aux-Plantes la rejoint depuis l'est.

## Origine du nom
Elle honore Adolphe Seyboth (1848-1907) un érudit alsacien et historien de la ville de Strasbourg.

## Historique

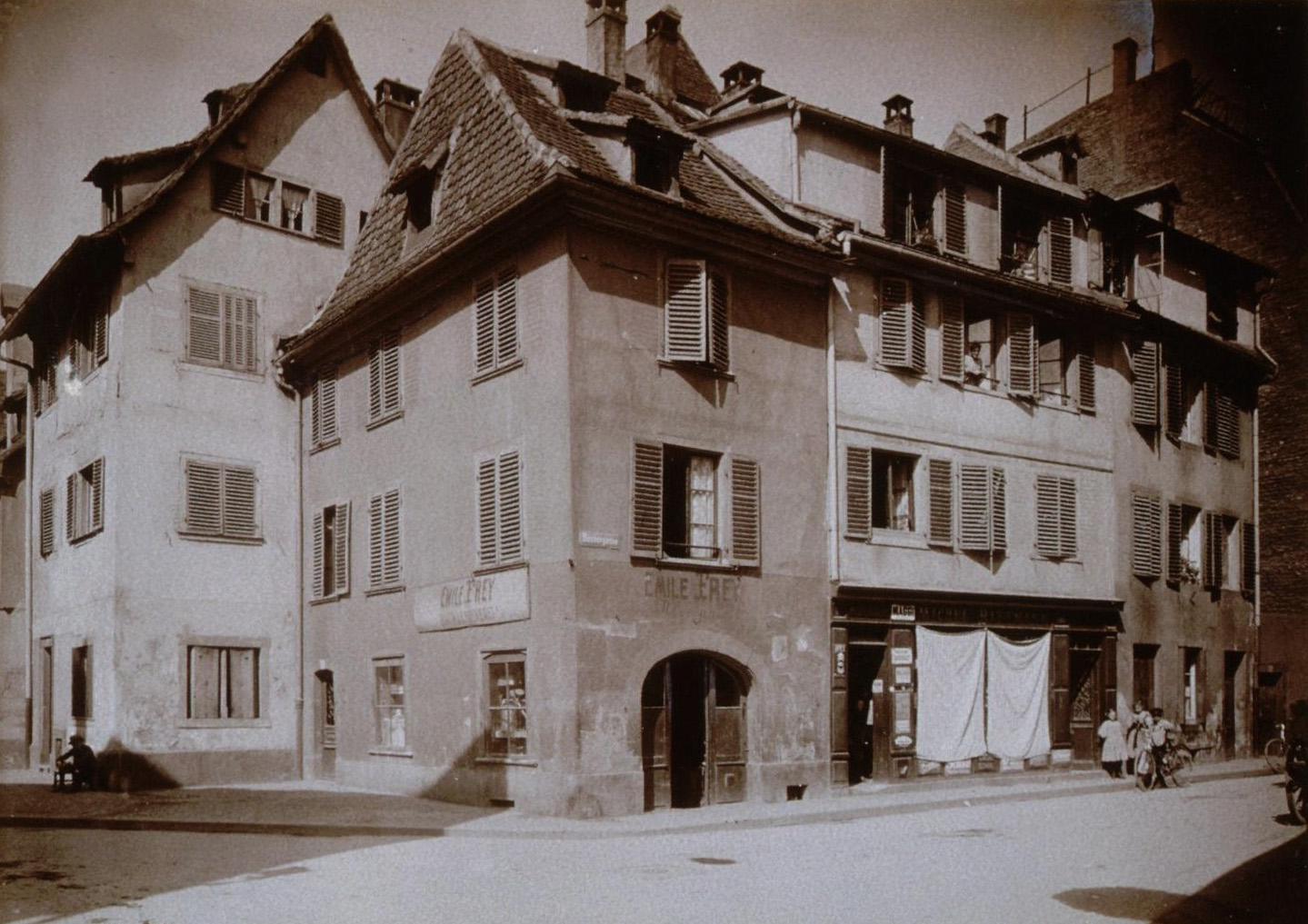
La rue de la Fontaine, au XIXe siècle.

L'ancienne rue est parallèle au canal du Faux-Rempart, entre la Grand-Rue et le péage de la Bruche (Wasserzoll, devenu quai de la Bruche). L'arrière des maisons qui la longent à l’ouest donne alors sur le canal puis, à partir de 1833, sur le quai Turckheim, aménagé à ce moment-là entre la Grand-Rue et la tour du Bourreau (Henckersthurn), l'une des tours des Ponts couverts.
Au fil des siècles, la rue porte ainsi successivement différents noms, en allemand ou en français : Bieckergasse (1286), Bieggergasse (1349), Bueckergasse (1587), Pickergasse (1681), Bickergasse (1708), Biegergasse (1756), Büchergasse ou Pickergasse (1764), rue des Livres (1765, 1803), rue du Bourreau (1790), Springbrunnengasse (1793), rue Ça ira (1793), rue du Glaive (1794), rue de la Fontaine (1795, 1849, 1870), Büchergasse (1872, 1940), rue Adolphe Seyboth (1919, 1945).

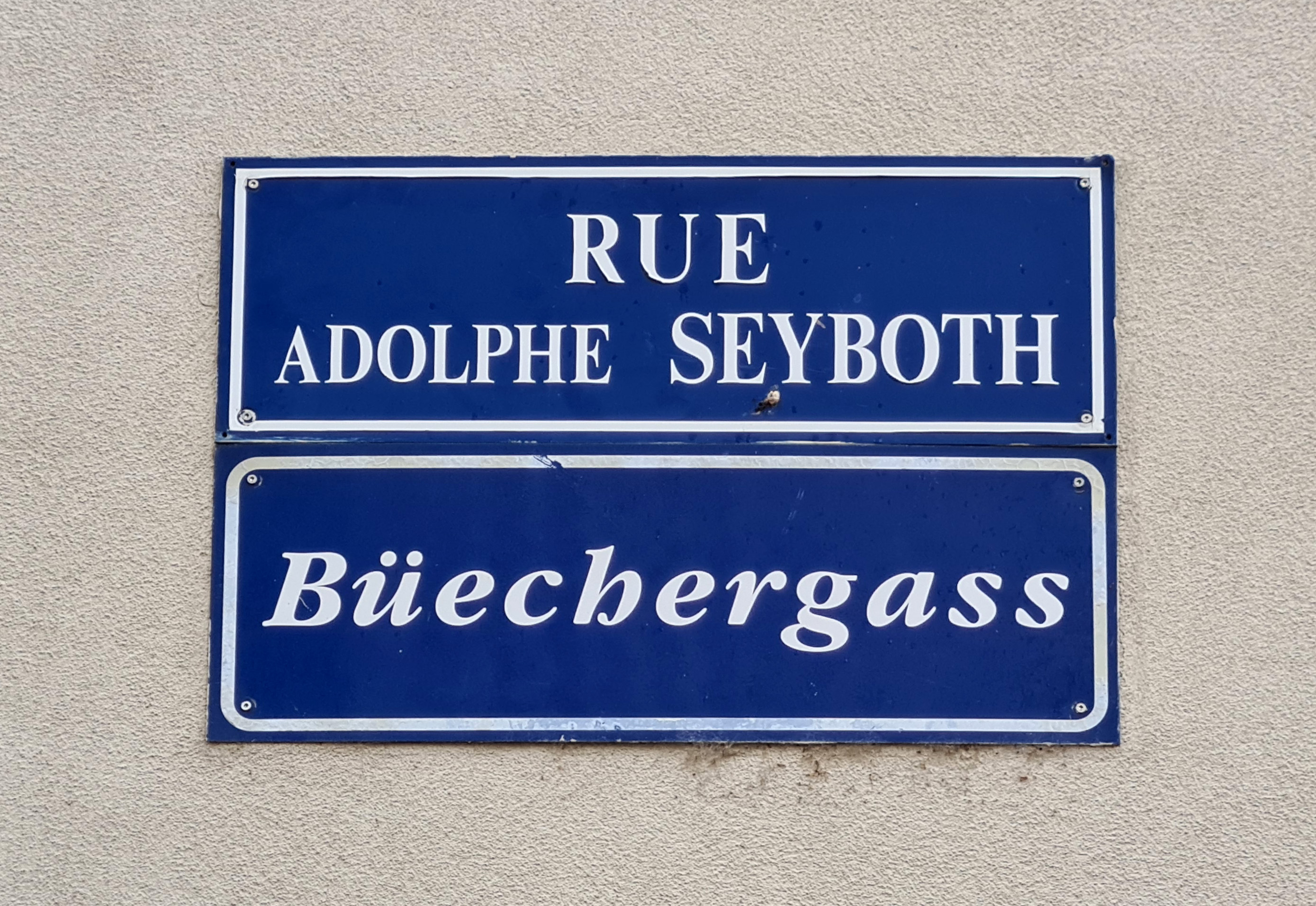
Plaque bilingue, en français et en alsacien.

Les premières appellations semblent faire référence à une famille qui possédait le no 14 (Bickerhof). Bicker ou Picker se corrompt en Bücher, traduit par « livres ». Après la Révolution, c'est l'auberge « À la Fontaine d'Or » (Zum goldenen Springbrunnen) du no 2 qui lui vaut sa nouvelle dénomination, « rue de la Fontaine ». Depuis 1919, son nom rend hommage à Adolphe Seyboth (1848-1907), juriste et historien de la ville de Strasbourg, qui y possédait les nos 2 et 4.
Des plaques de rues bilingues, à la fois en français et en alsacien, ont été mises en place par la municipalité à partir de 1995. C'est le cas de la Büechergass.

## Bâtiments remarquables et lieux de mémoire

### Côté pair
La plupart des édifices porteurs de numéros pairs sont de conception relativement récente.
no 4L'organiste Théophile Stern est né dans cette maison en 1803.
no 14 (ancien no 6)En 1538, le Bickerhof, ce grand immeuble situé au milieu de la rue auquel la rue doit sa première appellation, est vendu par l'Hospice des pauvres voyageurs (Elendenherberg) à l'aumônerie de Saint-Marc qui y installe un hôpital « pour les teigneux et les galeux incurables ». L'établissement est supprimé et l'immeuble vendu en 1788.
Reconstruit, il abrite la Caisse d'assurance retraite et de la santé au travail (CARSAT) d'Alsace-Moselle.

### Côté impair

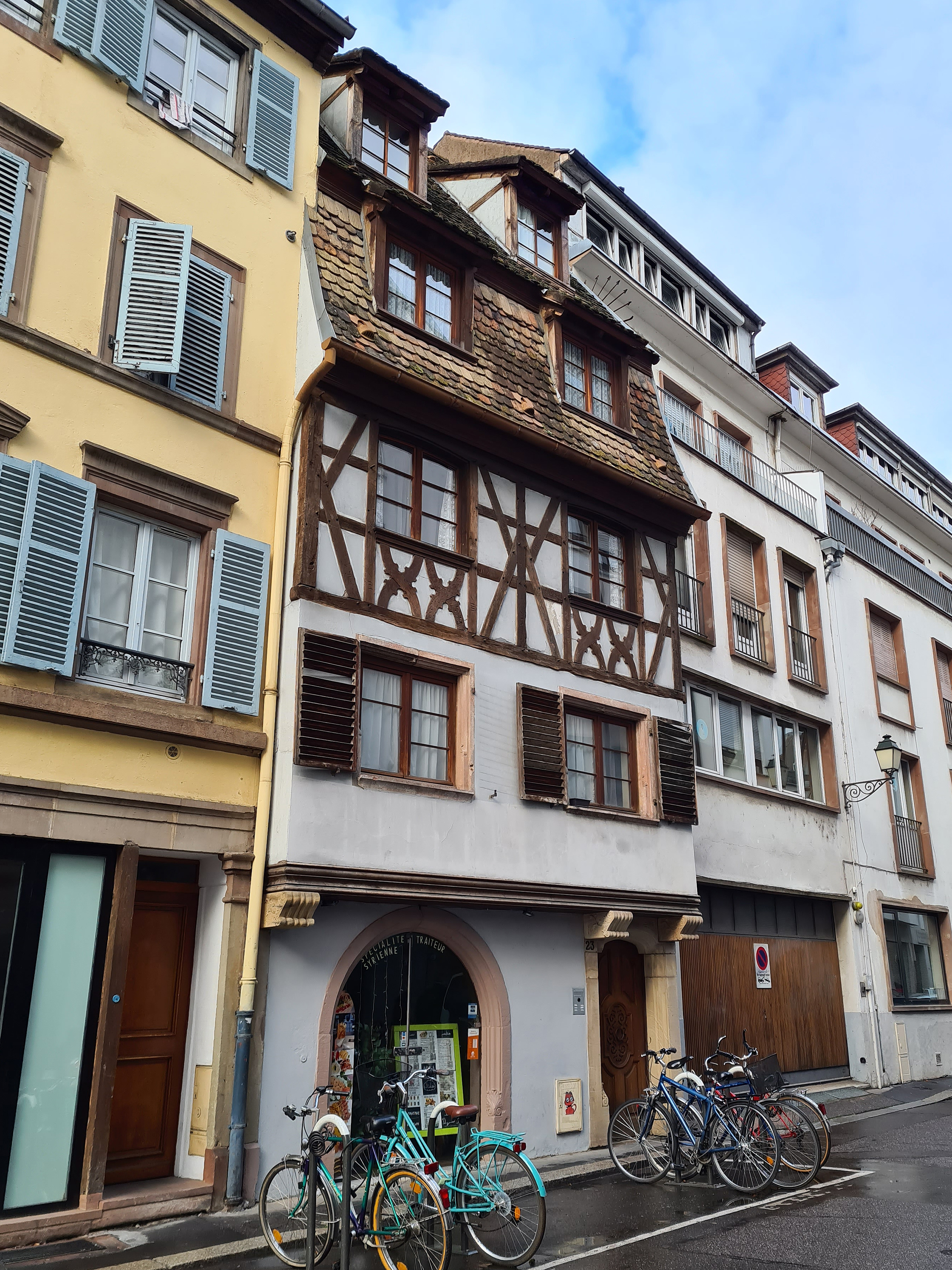
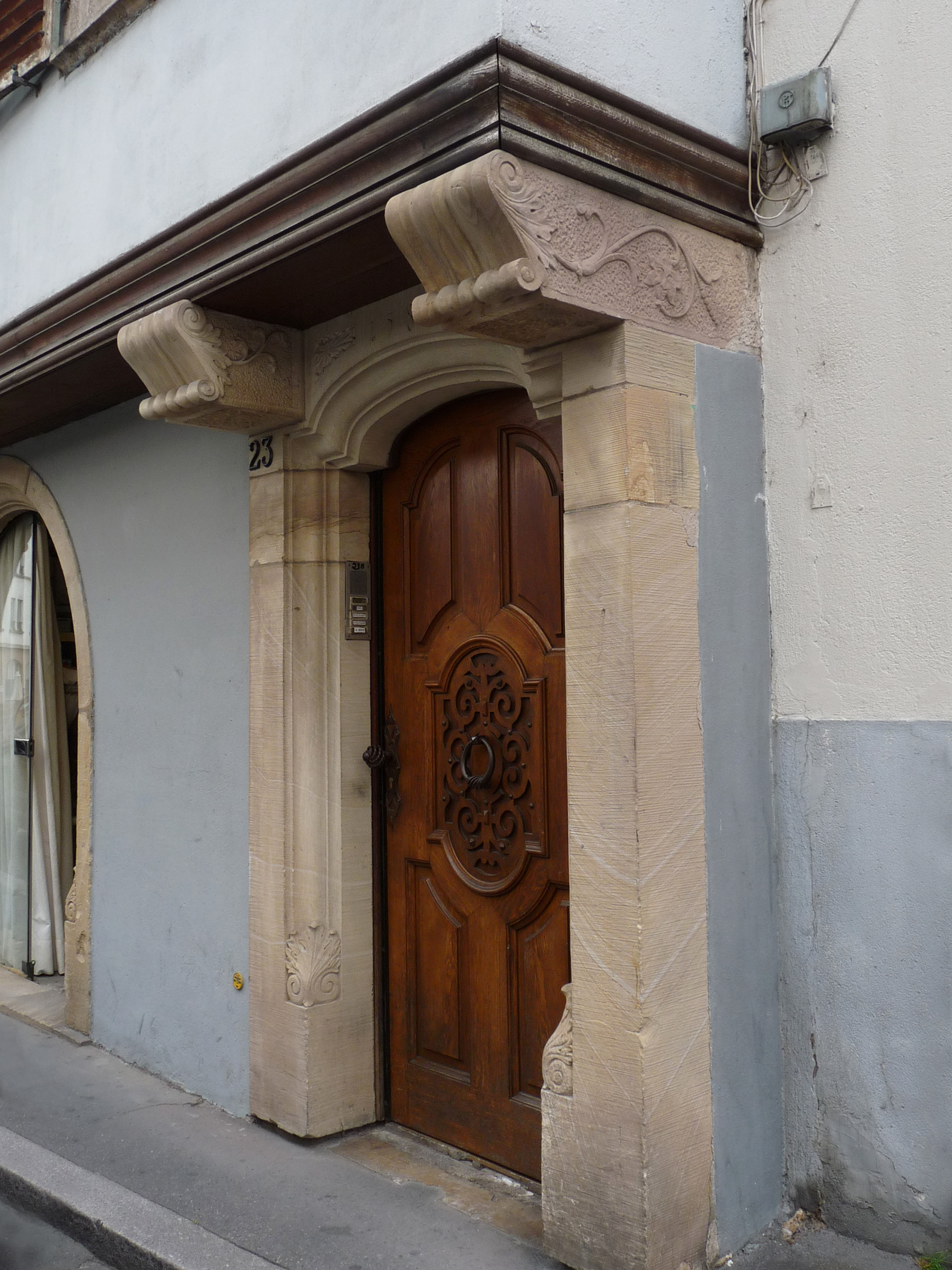
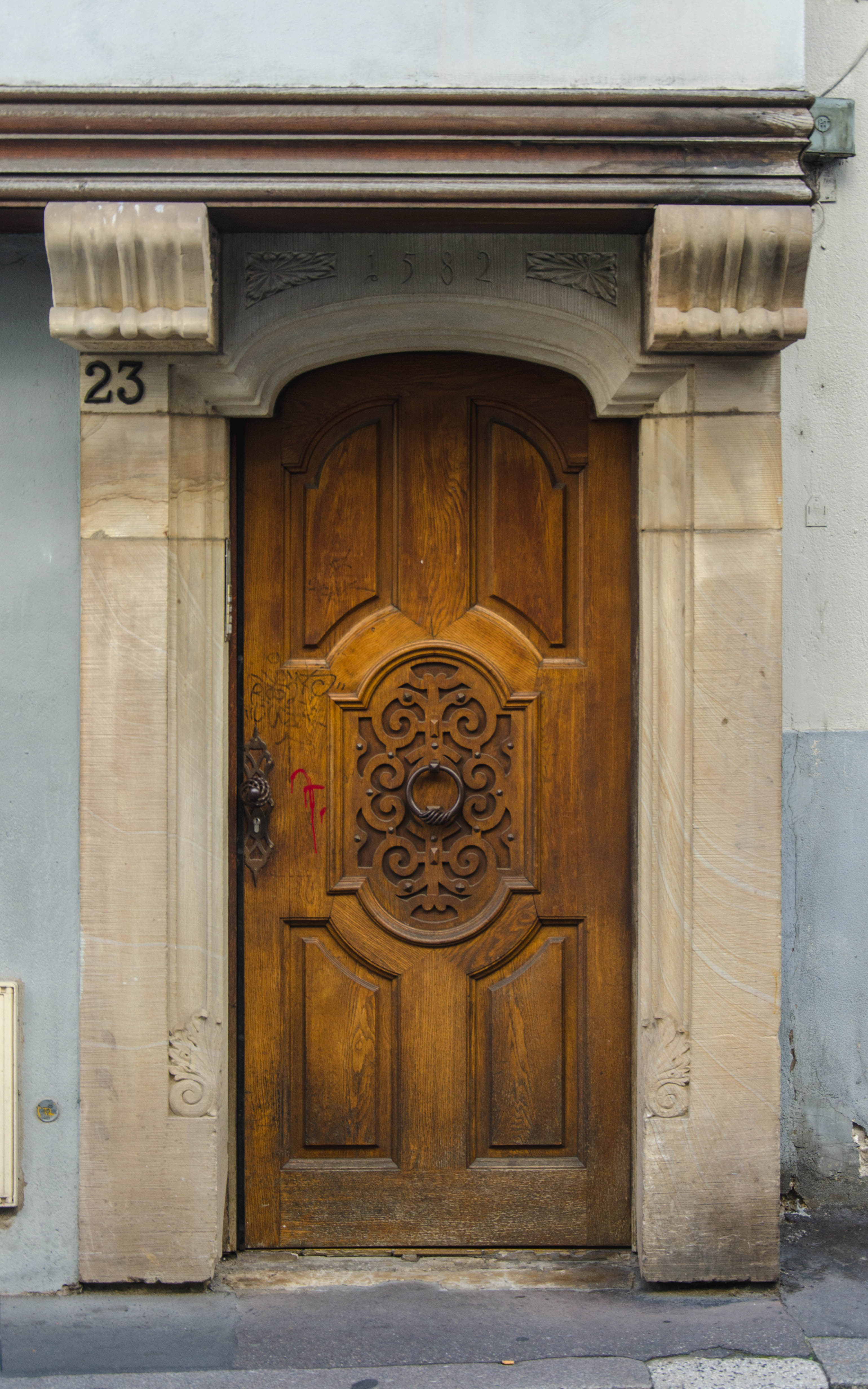
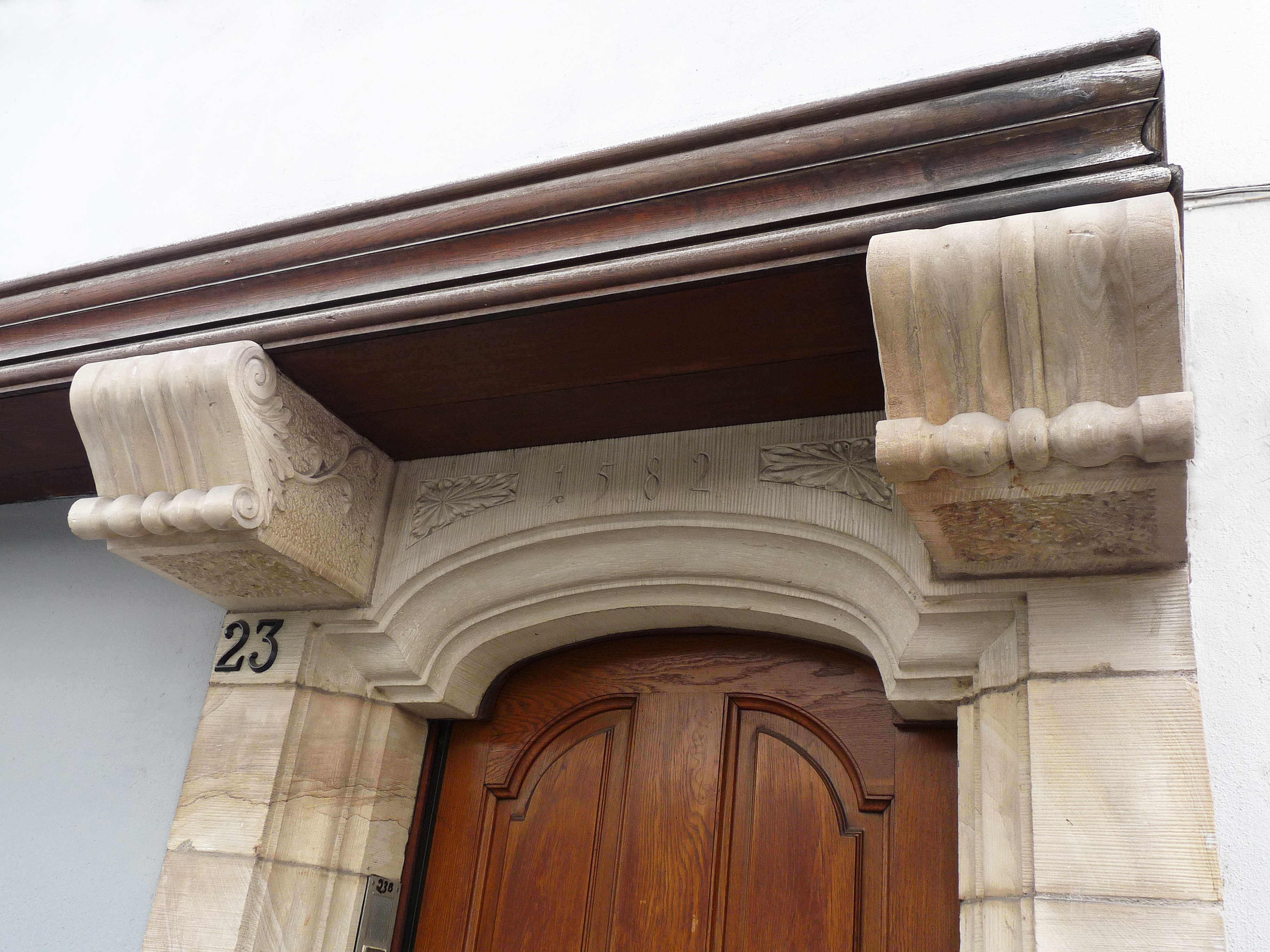

no 1Formant l'angle avec la rue du Bain-aux-Plantes, elle abrite un restaurant.
no 7Alors que les nos 3 et 5 sont de construction récente, cette maison, qui héberge une crêperie, a conservé ses colombages.
no 11 (ancien no 18)Face au pont de l'Abattoir se trouve la tour du Bourreau, ainsi nommée dès 1286. En 1834, les cachots et le corps de garde sont démolis et la tour perd sa fonction de prison.
no 13Proche de la Tour, cette haute maison à colombages date d'environ 1800.

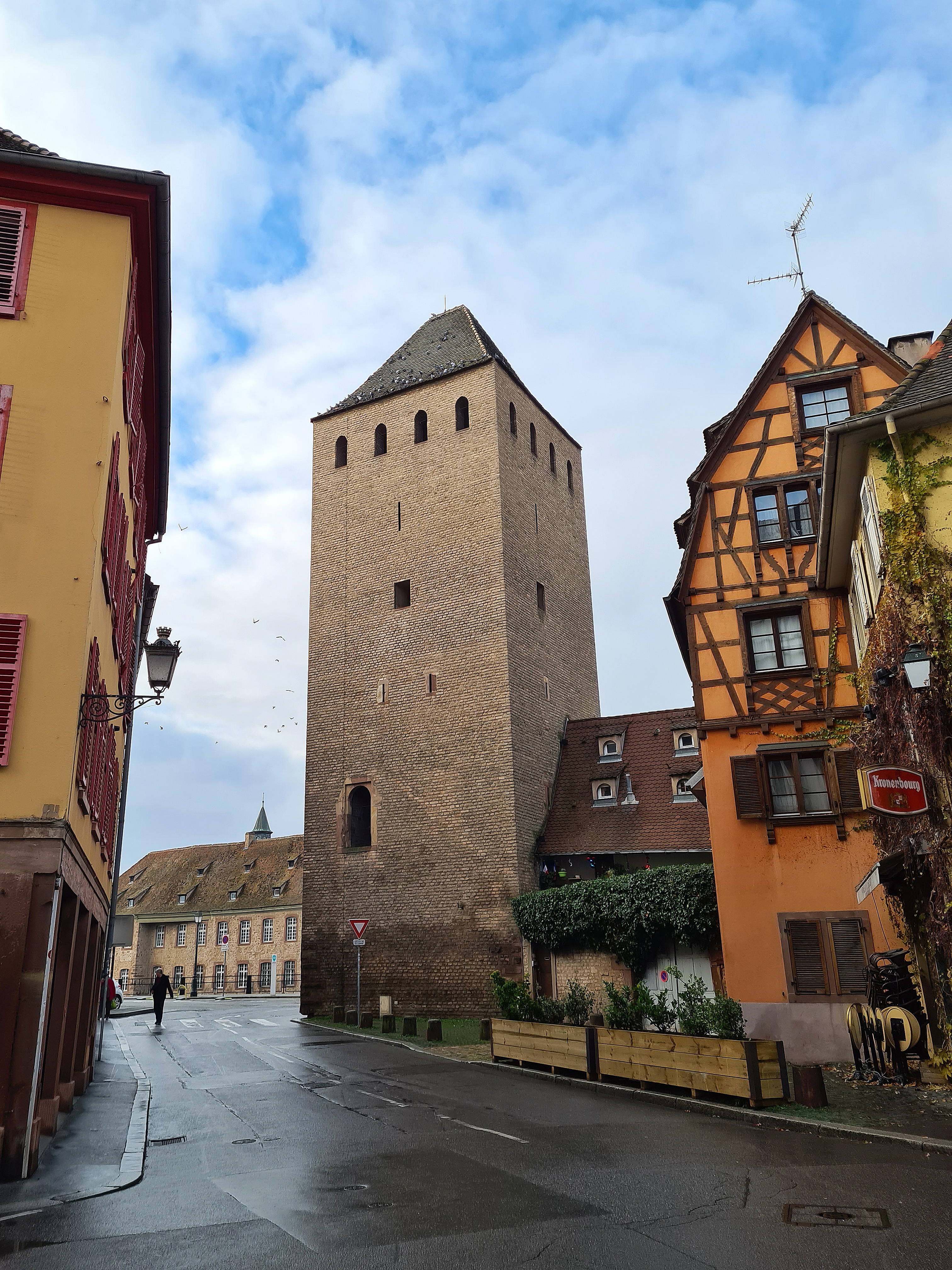
Tour du Bourreau (no 11).
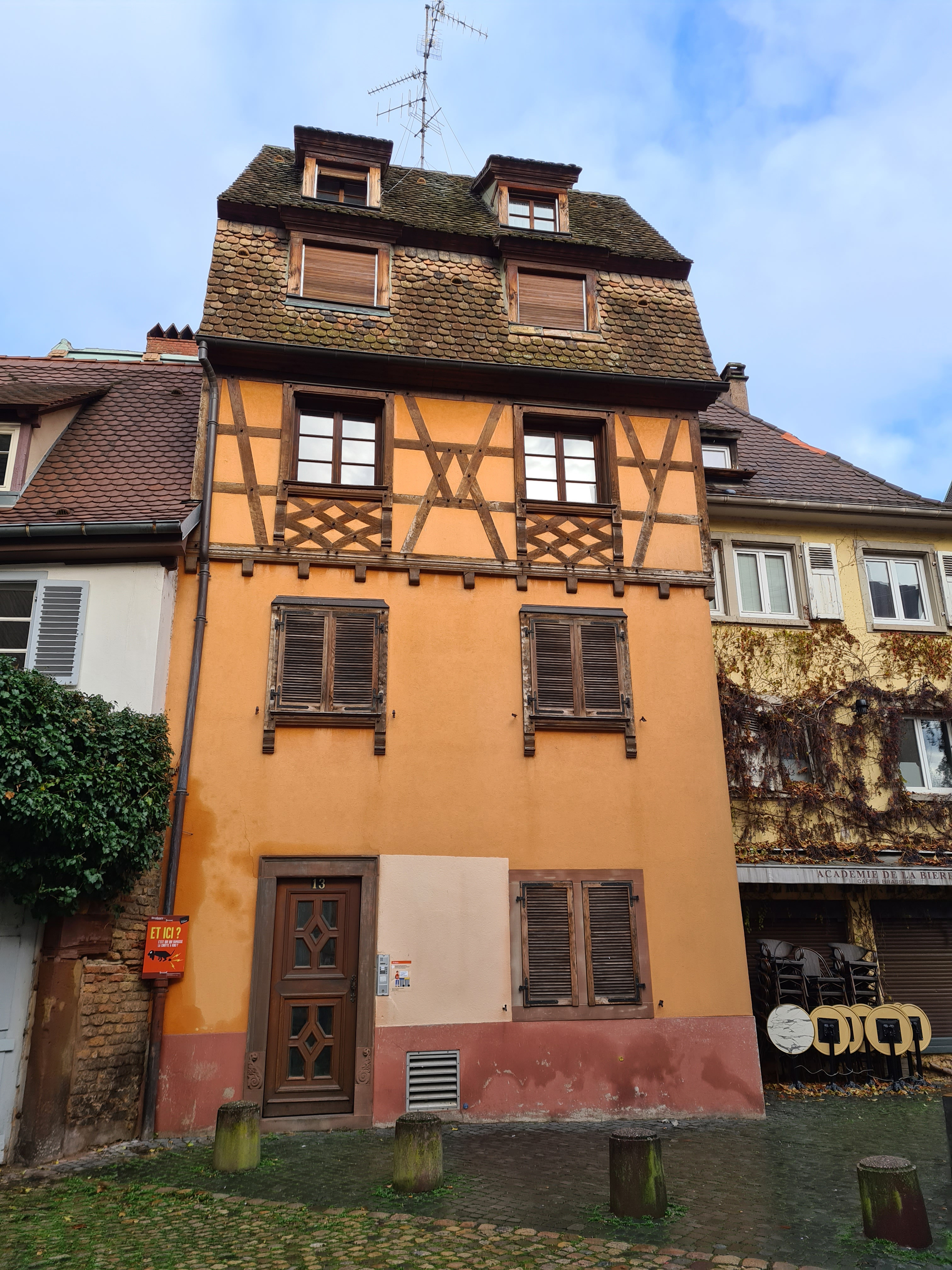
no 13.

no 17La maison, attestée au XVIIe siècle, est détruite pendant le bombardement aérien du 25 septembre 1944. Les parcelles des anciennes maisons nos 15 et 17 sont remembrées, une partie du terrain étant réuni à la voie publique. La reconstruction s'étend de 1958 à 1961.
no 21 (ancien 19)La maison, qui fut occupée pendant plusieurs siècles par les « exécuteurs des hautes œuvres », appartient à la Ville jusqu'en 1794.
no 23La porte de cette maison Renaissance à encorbellement porte le millésime 1582.
no 31 (ancien no 25)La maison a été édifiée sur l'emplacement d'une tour de l'enceinte du VIIIe siècle, vendue en 1782 car devenue inutile pour la défense après l'annexion des faubourgs.

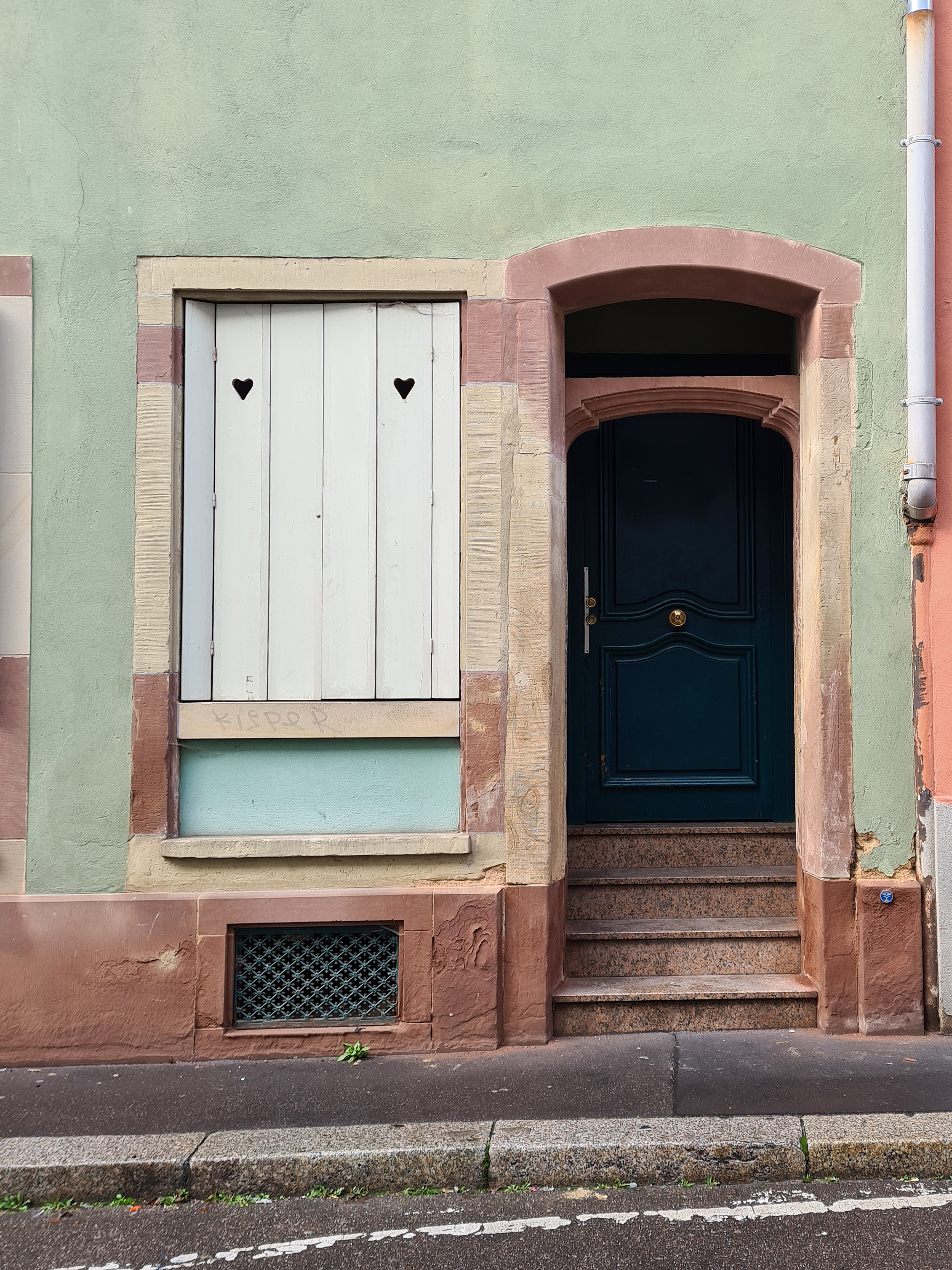
Porte du no 37.

no 33 (ancien no 26)Reconstruite au XIXe siècle, cette maison portait, au-dessus de la porte, une sculpture encastrée dans le mur représentant deux enfants se tenant par les cheveux, qui a été déposée au Musée des arts industriels de Strasbourg.